# Tres14
Tres14 fou un programa de televisió dedicat a la divulgació científica que es va emetre per RTVE des de desembre de 2007 fins a desembre de 2014. El programa es va estrenar en el marc de l'Any de la Ciència i des d'aleshores fins a la seva finalització es van produir 961 capítols. Tres14, dirigit per Ana Montserrat Rosell, va tenir com a presentadors a Elisabeth Anglarill i al biòleg Luis Quevedo i va ser realitzat en els estudis de televisió de Sant Cugat del Vallès.
El programa segueix el model d'un magazine temàtic: al llarg d'uns 28 minuts, aborda en cada emissió un tema ampli des de diverses disciplines científiques, mitjançant entrevistes, reportatges, curiositats, etc. El programa intenta plantejar i resoldre aquelles preguntes que tothom s'ha fet alguna vegada sobre el món, considerant la ciència com l'eina adequada per a conèixer-lo, respectar-lo, etc. El programa vol apropar el coneixement científic a la vida de les persones, essent un intermediari entre els científics i la societat.
Tres14 ha rebut diversos premis com a reconeixement a la seva tasca divulgadora, al rigor científic, a la varietat de temàtiques i a la difusió nacional a través de La 2 de TVE. Alguns d'aquests guardons són els següents:
- IX Festival Internacional de Televisió sobre Vida i Ecologia Urbanes | Premi URBAN TV 2011[8] pel capítol Arquitectura.
- Premi Saviron de divulgació científica, 6a edició[4] | Ana Montserrat Rosell, responsable de Tres14
- I Setmana de la nutrició de la Universitat de Navarra[9] | Premi per la seva tasca divulgativa en el camp de l'alimentació i la salut